# 草津てるにょ
草津 てるにょ（くさつ てるにょ）は、日本の漫画家。成人向け漫画を執筆し、主に人妻モノを描く。
また、Guiltyのアダルトゲーム『館熟女』の原画も担当している。

## 作品リスト

### 単行本
1. 『絶体隷奴』 （1999年3月、司書房〈ツカサコミックス〉、ISBN 4-8128-0243-1）
2. 『夢幻画境』 （2000年1月、司書房〈ツカサコミックス〉、ISBN 4-8128-0358-6）
3. 『ダークウィスパー』 （2001年12月、エンジェル出版〈エンジェルコミックス〉、ISBN 4-87306-124-5）
4. 『魔男』 （2002年2月、司書房〈ツカサコミックス〉、ISBN 4-8128-0713-1）
5. 『ムーちゃんが来たよ』[1] （2002年10月、ワニマガジン社〈ワニマガジンコミックススペシャル〉、ISBN 4-89829-477-4）
6. 『美妻〜狙われた媚肉〜』 （2003年8月16日[2]、エンジェル出版〈エンジェルコミックス〉、ISBN 4-87306-173-3）
7. 『中出し専科』 （2003年12月、司書房〈ツカサコミックス〉、ISBN 4-8128-1001-9）
8. 『万華鏡』 （2004年11月、司書房〈ツカサコミックス〉、ISBN 4-8128-1129-5）
9. 『よがり妻―だらしない媚肉』 （2005年9月、オークス〈夢雅コミックス〉、ISBN 4-86105-267-X）
10. 『夜ノ懺悔室』 （2006年9月、エンジェル出版〈エンジェルコミックス〉、ISBN 4-87306-247-0）
11. 『人妻とぼく。』 （2007年1月、司書房〈ツカサコミックス〉、ISBN 978-4-8128-1561-8）
12. 『姉母』 （2007年7月19日[3]、コアマガジン〈メガストアコミックス132〉、ISBN 978-4-86252-216-0）
13. 『ペットライフ』 （2008年10月18日[3]、コアマガジン〈メガストアコミックス188〉、ISBN 978-4-86252-495-9）
14. 『うぶカノ♡』[4] （2011年3月1日[5]、ワニマガジン社〈ワニマガジンコミックススペシャル〉、ISBN 978-4-86269-159-0）
15. 『その時彼女は…』 （2013年8月10日[3]、コアマガジン〈メガストアコミックス381〉、ISBN 978-4-86436-524-6）
16. 『パコパコしちゃう♡』[6] （2014年1月31日[7]、ワニマガジン社〈ワニマガジンコミックススペシャル〉、ISBN 978-4-86269-287-0）
17. 『メスパコ日記』 （2018年4月27日[8]、ワニマガジン社〈ワニマガジンコミックススペシャル〉、ISBN 978-4-86269-556-7）
18. 『ホームステイ』 （2020年8月31日[3]、コアマガジン〈メガストアコミックス628〉、ISBN 978-4-86653-432-9）

### 原画
- 『館熟女』 （2008年3月23日[9]、Guilty、JAN 4517451002713）

## 弟子
- 夢〜眠 - 夢〜眠の公式Webサイトのプロフィールに「草津てるにょ師に学び」と記載がある[10]。